# Kontaktkopie

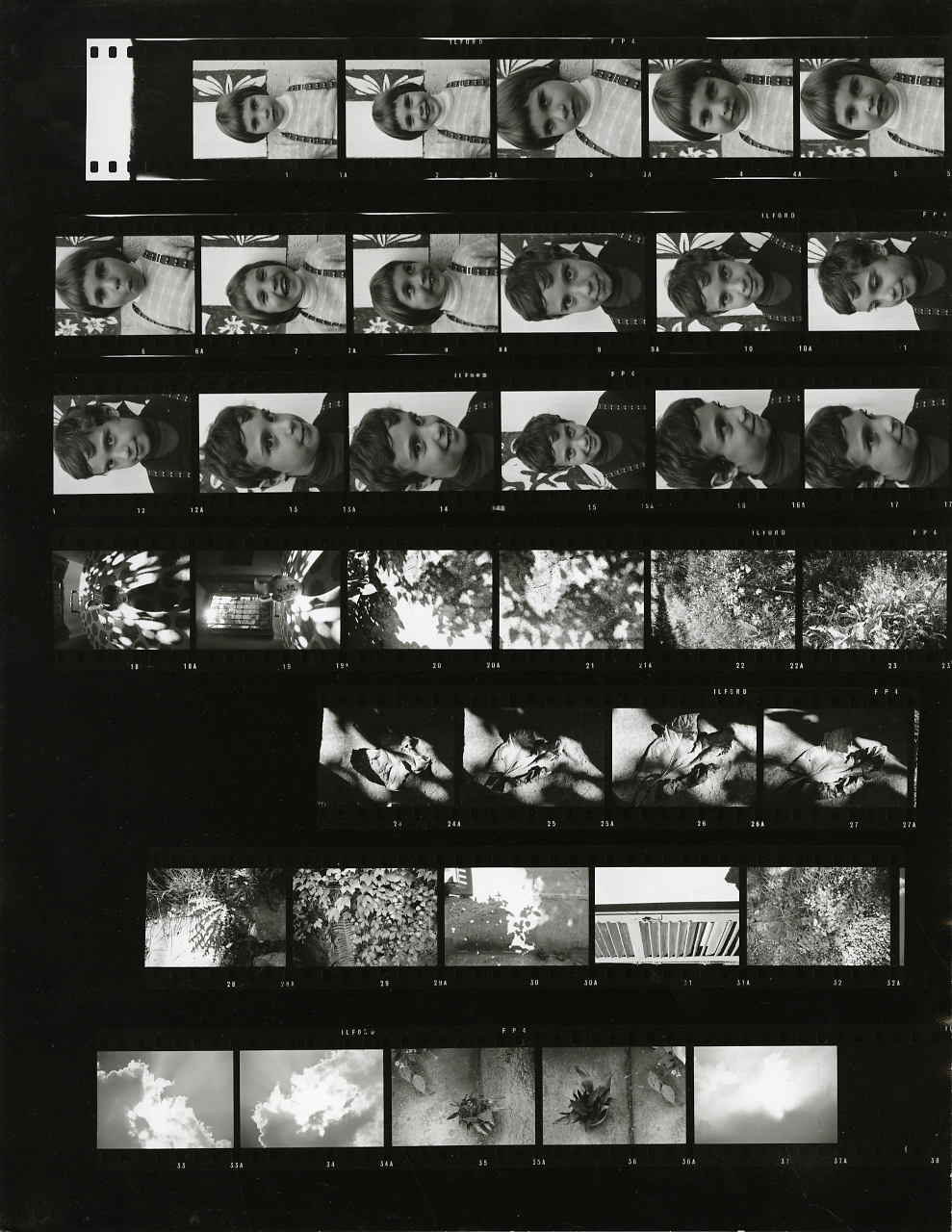
Kontaktkopie von Paolo Monti, 1975

Die Kontaktkopie oder Kontaktabzug (Englisch Contact sheet) ist eine bildgebende Methode. Hierbei wird eine Vorlage durch den direkten physischen Kontakt und entsprechende Belichtung auf ein Trägermaterial kopiert. Die Kopie ist somit maßstabsgetreu im Maßstab 1 : 1.

## Analoge Fotografie
Kontaktkopien haben in der analogen Fotografie zwei Hauptanwendungen:
Künstlerische Darstellungen und die Kopie von Bildträgern. Beispiele hierfür sind die Dia-Duplikation sowie die Vervielfältigung von Kinefilmen. Beim klassischen Lichttonverfahren wird auch die Tonspur im Kontakt kopiert.

### Kontaktabzug

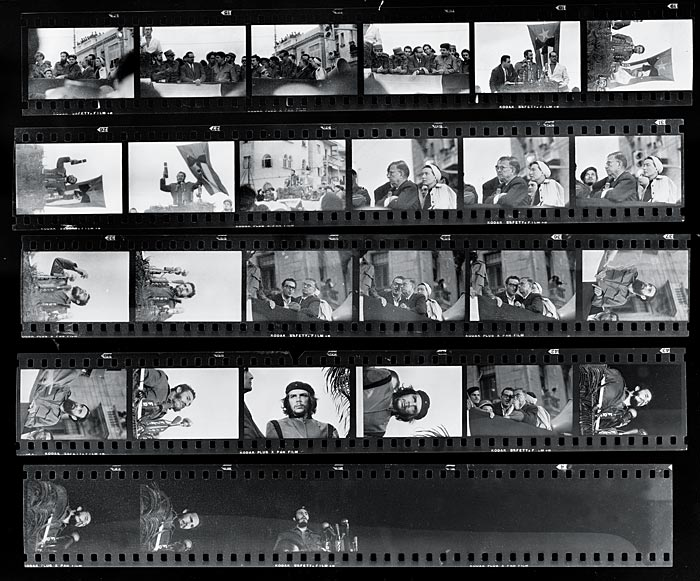
Kontaktabzug des 35-mm-Films, mit dem Alberto Korda am 5. März 1960 Che Guevara als Guerrillero Heroico fotografierte

Wird durch ein Kontaktkopierverfahren ein Foto von einem Film erzeugt, spricht man von Kontaktabzug. In der professionellen analogen Fotografie sind Kontaktabzüge der erste Schritt zur Auswahl von Fotos im Labor. Durch die Abzüge kann die Aufnahmen bezüglich fotografischer Qualität und Bildinhalt beurteilt werden. So wird entschieden, ob ein Abwedeln und Nachbelichten (dodging and burning) passieren soll. Durch die Vorauswahl wird auch Photomaterial (Papier, Chemikalien) und Zeit gespart.
Kontaktabzüge waren vor allem zur Zeit der Glas-Fotoplatten die übliche Methode, um ein Positiv zu erhalten.
Ein Kontaktabzug von Negativen dient üblicherweise zur ersten Qualitätsbeurteilung der Bilder eines Negativfilms. Beim Kontaktabzug wird das Negativ direkt auf das Fotopapier gelegt und dieses kurz belichtet. Die dunklen Bereiche im Negativ lassen weniger Licht durch als die hellen, so dass auf dem Abzug schließlich wieder ein lichtwertrichtiges Bild, das Positiv, entsteht.
Kontaktabzüge von Kleinbild- und Mittelformat-Negativen werden gewöhnlich auch zu Archivierungszwecken angefertigt; die entsprechenden Blätter werden oft mit den Negativen gemeinsam abgelegt. Bei noch kleineren Formaten (Pocketfilm usw.) hingegen hätten Kontaktabzüge in der Regel keinen Zweck, da der Bildinhalt selbst mit einer Lupe kaum mehr zu beurteilen wäre.
Während früher Kontaktabzüge getrennt bestellt werden mussten, sind heute maschinell erstellte, verkleinerte Übersichten meist in der Entwicklung von 35-mm- und APS-Filmpatronen enthalten. In den meisten Fällen wird hier von einem Indexprint gesprochen.

### Fotokopie
Wird im Kontaktkopierverfahren ein Foto von Bildern und Dokumenten erzeugt, spricht man von Fotokopie.
In der zweiten Hälfte des 20. Jahrhunderts wurde der Begriff Fotokopie auch für elektrostatisch erzeugten Kopien üblich, siehe Elektrofotografie.
Bei der Fotokopie wird ein wenig empfindliches und kontrastreiches („hartes“) Schwarz-Weiß-Fotopapier mit der lichtempfindlichen Seite auf das zu kopierende Schriftstück gelegt, und die beiden werden von der Fotopapierseite aus belichtet. Durch die Rückstrahlung des Originals wird auf dem Fotopapier nach seiner Entwicklung und Fixierung ein Negativbild des Schriftstücks erzeugt. Im zweiten Schritt wird von dem Negativ auf die gleiche Weise ein Positivbild des Schriftstücks erzeugt. 
Fotokopien sind archivfest, wenn säurefreies und damit archivfähiges Papier verwendet wird.

### Fotogramm
Beim Fotogramm werden Objekte direkt auf Film oder Fotopapier gelegt und belichtet.

### Technik
In der Fotolabortechnik werden Kontaktkopiergeräte angeboten, die mit Vakuum funktionieren und mit verschiedenen Lichtquellen ausgestattet sind.

### Qualitätsmerkmale
Beim Kontaktabzug großer Negative aus Fachkameras ergeben sich eigene Positive, die sich in der Regel von Positiven von Vergrößerungen unterscheiden: Wegen des unvermeidlichen Streulichts in Vergrößerern sind bei Vergrößerungen die Schatten oft flau oder die Lichter unterbelichtet. Bei einem Kontaktabzug kann sich Streulicht nicht entwickeln. Die Qualität eines Kontaktabzugs kann deshalb deutlich besser sein.
Agfa verbreitete bis in die 1960er Jahre ein spezielles Fotopapier für Kontaktabzüge unter dem Namen „Lupex“, dessen Schwärzungskurve und Empfindlichkeit sich deutlich von Fotopapier für Vergrößerungen unterschied. Auch andere Filmhersteller hatten solche Papiere im Sortiment.

## Historische Fotografie
Verschiedene Methoden der Kontaktkopie sind schon mehrere hundert Jahre alt.

### Traditionelle Verfahren
Eine bereits aus dem Mittelalter bekannte einfache Form der Kontaktkopie ist der Naturselbstdruck.
Später entstanden weitere Methoden wie der Salzdruck.

### Lichtpausverfahren
Der Begriff (ab)pausen wurde ursprünglich für die Herstellung einer Kopie mithilfe von Pauspapier (Transparentpapier) verwendet.
Lichtpausverfahren erzeugen fotochemisch aus einer transparenten oder einer dünnen Papiervorlage eine Kopie auf einem Spezialpapier nach dem Prinzip der Kontaktkopie. Im Gegensatz zur Fotokopie wird als Emulsion jedoch kein Silberhalogenid verwendet. Die Auflösung ist gering.
- Cyanotypie (Blaupause) funktioniert auf der Basis von Eisensalzen. Es ist keine Entwicklung nötig, die Fixierung erfolgt durch Auswaschen mit Wasser. Es ist ein Negativverfahren: Die dunklen Linien des Transparentpapiers werden als helle Linien auf blauem Grund wiedergegeben.
- Diazotypie funktioniert auf der Basis von Azofarbstoffen. Die Entwicklung erfolgt in Ammoniakdampf, es ist keine Fixierung nötig (je nach Emulsion entstehen meist dunkelviolette Kopien). Es ist ein Positivverfahren: Die dunklen Linien des Transparentpapiers werden als dunkelviolette Linien auf hellem Grund wiedergegeben. Diazotypie wird traditionell im Deutschen als Lichtpause bezeichnet (im Englischen „Whiteprint“, also „Weißpause“).

Zur Kontakt-Belichtung verwenden beide Verfahren ultraviolettes Licht oder auch Sonnenlicht. Die Lichtempfindlichkeit des verwendeten Materials ist gering; es kann daher ohne Dunkelkammer gearbeitet werden.
Häufig wird „Blaupause“ im übertragenen Sinn verwendet, siehe dazu Durchschreibepapier #Ähnliches.

## Durchschreibeverfahren
Bei Durchschreibeverfahren wird handschriftlich mit einem fest aufdrückenden Schreibgerät (wie beispielsweise einem Kugelschreiber) oder maschinell mit Schreibmaschinentypen, Typenrad oder Nadeldrucker ein dünnes Papier durchgedrückt. Ein daruntergelegtes Durchschreibepapier (umgangssprachlich Pauspapier) oder Kohlepapier überträgt dann Farbe auf ein zweites Schreibpapier. Bei Verwendung von Kohlepapier war die Kopie schwarz, ansonsten wurde blauer Farbstoff verwendet. Dieses Verfahren wurde früher zur Herstellung einer exakten Kopie (Durchschlag genannt) eingesetzt. Beispielsweise bei handschriftlichen Kassenbons, Formularvordrucken oder für Zweitschriften, die als Beleg abgelegt wurden. In heutigen Zeiten mit der weiten Verbreitung von Kopiergeräten und Kleindruckern werden stattdessen eher Zweitausdrucke gemacht.

## Transparentpapierkopie
Mithilfe von aufgelegtem Transparentpapier wurden meist Pläne und Zeichnungen kopiert, da beim Durchschreiben nur mühsam kontrolliert werden konnte, was bereits oder noch nicht kopiert wurde, und ein unerwünschtes Verrutschen der Kopie besser überwacht werden konnte. Für die Herstellung von Transparentpapier wurde Papier mit Ölen oder Benzin getränkt oder Pergamin verwendet.

## Abpausen durch optische Reflexion

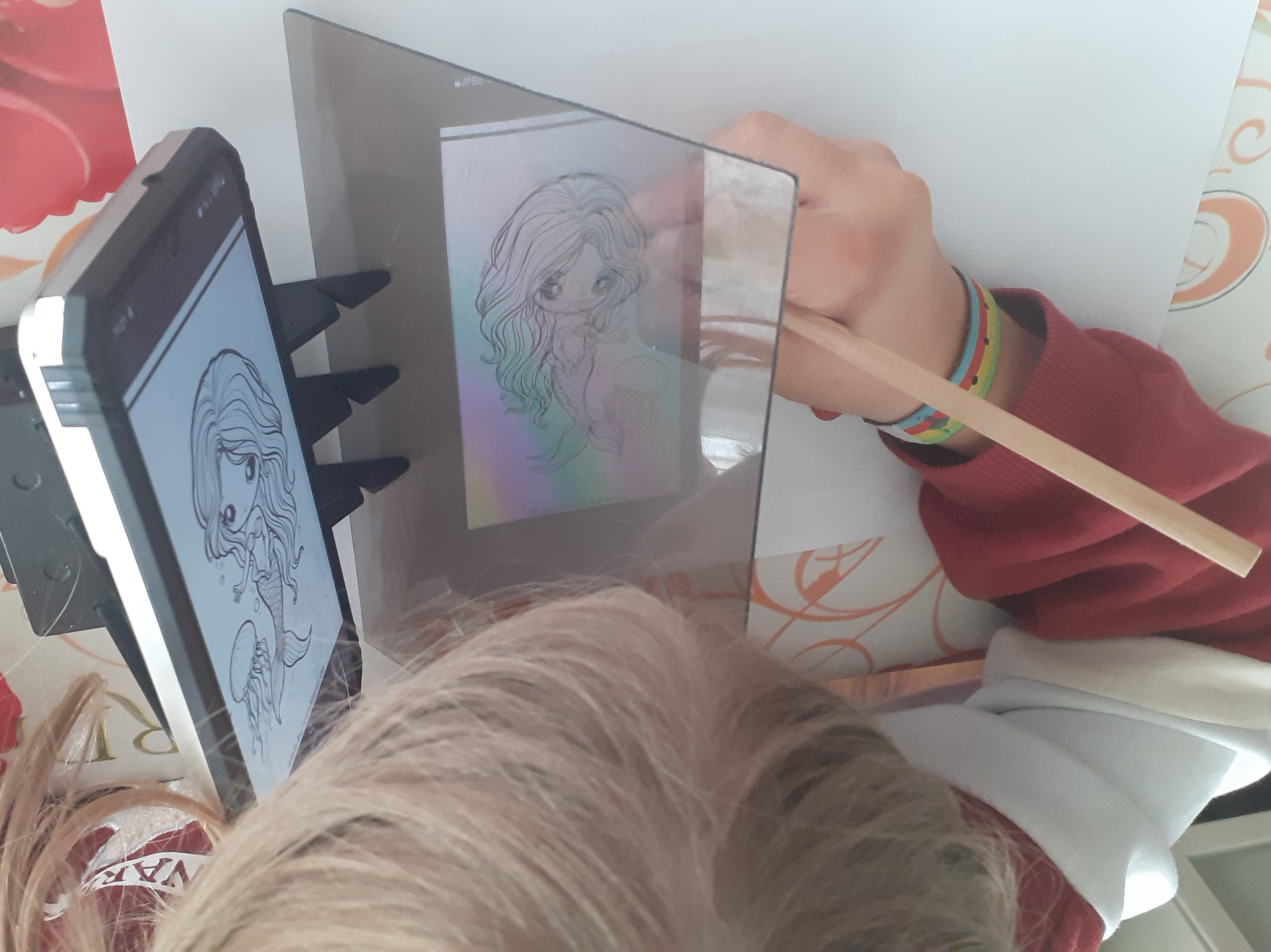
Das Bild eines Smartphones wird durch die Reflexion an einer Plexiglasscheibe auf ein Blatt Papier abgepaust

Die optische Reflexion eines Smartphone-Bildschirms an einer Plexiglasscheibe ermöglicht das Abpausen des Bildes auf ein Blatt Papier. Dabei wird das Bild jedoch seitenverkehrt kopiert. Ein direkter „Kontakt“ besteht bei dieser Kopiermethode nicht.